# هفت خاندان ممتاز پارتی
بنابر روایت اوناپیوس، ارشک را هفت مرد به تخت نشاندند. البته شک نیست که تعداد خاندان‌های بزرگ مخصوصاً در دوران توسعهٔ قدرت پارت‌ها به هیچوجه محدود به هفت خاندان نمی‌شد با وجود این حوزهٔ نفوذی این هفت خاندان بسیار وسیع‌تر از دیگر خاندان‌ها بوده‌است. داستان‌هایی نظیر قصهٔ هفت سرکردهٔ پرنی از روی داستان هفت‌تنان پارسی مربوط به روی کار آمدن داریوش بزرگ برای هفت سرکردهٔ بزرگ پارت نیز وجود دارد.
در زمان اشکانیان، خاندان‌های ممتاز یا واسپوهران به هفت گروه تقسیم می‌شدند:
- خاندان سورن در حوزهٔ نفوذی سیستان، شغل موروثی سورن‌ها تاجگذاری پادشاهان بود[۱]
- خاندان مهران در حوزهٔ نفوذی سمنان[۲]
- خاندان وراز در حوزهٔ نفوذی آذربایجان و ارمنستان
- خاندان سپهبد در حوزهٔ نفوذی طبرستان - گرگان[۳]
- خاندان اسپندیار در حوزهٔ نفوذی ری
- خاندان کارن یا قارن در حوزهٔ نفوذی نهاوند
- خاندان زیک در حوزهٔ نفوذی آذربایجان و ماد

در دوران اشکانی قدرت سیاسی تیولداران بزرگ در شورای اشرافی تجلی می‌کرد که حد و حدودی به اختیارات شاهنشاه می‌گذاشت اعضای این شورا همه از خاندان سلطنت یا از افراد شش دودمان ممتاز دیگر بوده‌اند. در میان سرداران پارتی بسیاری سورن و کارن نام داشته‌اند و نیز معلوم است که این دو خانواده از حیث نسب همدوش دودمان سلطنتی بشمار می‌آمده‌اند.